# Алишев Микола Федорович
Микола Федорович Алишев (1901, місто Нижній Новгород, Російська імперія — 1952) — голова (липень 1947 — червень 1949) виконкому Сталінської обласної ради депутатів трудящих.

## Життєпис
Народився в 1901 році в м. Нижній Новгород. З 1920 року перебував у рядах ВКП(б).
З 1919 до 1921 року — в лавах Червоної Армії як боєць, комісар батальйону. 1920 року закінчив політичні курси військової відомчої охорони. Протягом 1921—1924 років був завідувачем відділу Башкирського губернського комітету комсомолу, секретарем Башкирського обласного комітету комсомолу.
У 1924—1933 роках займався політроботою в Червоній Армії. З 1933 до 1941 року перебував на керівній роботі в МТС і радгоспах Сталінської області. Працював начальником політвідділу Оленівської МТС, пізніше — директором цієї ж МТС. Протягом 2-х років (у 1938) був начальником Донецького обласного земельного відділу і 2 роки — директором радгоспу № 4 «Металург» Великоновосілківського району.
1941—1942 роки — перебував у лавах Радянської Армії на посадах комісара стрілецького полку, комісара курсів молодших лейтенантів кавалерії на Південному фронті. Демобілізований із Червоної Армії за станом здоров'я.
У 1942—1943 роках завідував підсобним господарством спеціальної торгівлі м. Баку. 1943 року повертається в Сталінську область, де керує радгоспом № 4, а згодом — трестом свинарських радгоспів.
З травня 1944 (затверджений в серпні 1945) року — заступник голови виконавчого комітету Сталінської обласної ради депутатів трудящих, а з липня (затв. у листопаді) 1947 до лютого (оф. червня) 1949 року — голова виконавчого комітету Сталінської обласної ради депутатів трудящих.
У період з березня 1949 до грудня 1952 року на посаді уповноваженого Міністерства заготівель СРСР по Сталінській області.

## Нагороди
Був нагороджений орденом Леніна, орденом Червоного Прапора і Трудового Червоного Прапора Узбецької РСР, орденом Червоної Зірки.